# Arachnospila gussakovskii
Arachnospila gussakovskii (лат.) — вид дорожных ос рода Arachnospila (Pompilidae). Таджикистан.

## Этимология
Назван в честь советского энтомолога Всеволода Владимировича Гуссаковского (1904—1948), собравшего типовые экземпляры в 1937 году в горах Таджикистана.

## Описание
Среднего размера красно-чёрная дорожная оса. Длина 13,0—13,2 мм. Новый вид отличается от других видов номинативного подрода глубоко эмаргированным стернитом S6 с крупными волосками в нижней части эмаргинации, гипопигием в базальной части без резких различий между склеротизованной и несклеротизованной частями, а также черной окраской тела.

## Распространение
Этот вид встречается в Таджикистане: Гиссарский хребет, Anzob Pass, на высоте 3600 м.